# 蘇耀泉
蘇耀泉，字朗亭，會寧縣老君坡鄉宿家堡子行政村人。清朝政治人物、進士出身。
光緒二十年，與弟蘇源泉同榜中舉。光緒二十四年，登進士，同年五月，著交吏部掣签分发各省，以知县即用。曾任浙江衢州石桐稅官，新昌縣、烏程縣知縣，為政公允 。